# Saint-Hilaire-du-Bois (Maine-et-Loire)
Saint-Hilaire-du-Bois est une ancienne commune française située dans le département de Maine-et-Loire, en région Pays de la Loire.
En 1974, Saint-Hilaire-du-Bois est devenue une commune associée au sein de Vihiers, conjointement avec Le Voide, puis le 1er janvier 2016, une commune déléguée au sein de la commune nouvelle de Lys-Haut-Layon.

## Toponymie
Formes anciennes du nom : Parochia sancti Hilarii en 1078, Parochia sancti Hilarii de Bosco en 1293, Saint Hilaire en 1793, Saint-Hilaire-du-Bois en 1801. À noter que de très nombreuses communes portent le nom de « Saint-Hilaire », et que deux communes actuelles portent le nom de « Saint-Hilaire-du-Bois », l'une en Charente-Maritime et l'autre en Gironde.

## Histoire
Les communes de Saint-Hilaire et du Voide sont rattachées en 1790 au canton de Vihiers et au district de Vihiers, puis en 1800 à l'arrondissement de Saumur.
En 1973, Vihiers s'associe avec les communes voisines de Saint-Hilaire-du-Bois et du Voide, en utilisant le statut de commune associée conformément à loi du 16 juillet 1971, avec effet au 1er janvier 1974.
En 2015 un nouveau projet de rapprochement voit le jour au sein de la communauté de communes du Vihiersois-Haut-Layon. Le 2 juillet, le conseil municipal de Vihiers et des communes associées vote en faveur de la création d'une commune nouvelle baptisée Lys-Haut-Layon, dont la création est officialisée par arrêté préfectoral du 5 octobre 2015, abrogé et remplacé par celui du 21 décembre.

## Politique et administration

### Administration municipale
Saint-Hilaire-du-Bois, municipalité en 1793, commune associée à Vihiers le 1er janvier 1974, puis commune déléguée de Lys-Haut-Layon le 1er janvier 2016.

#### Administration depuis 1974
Depuis le 1er janvier 2016 Saint-Hilaire-du-Bois constitue une commune déléguée au sein de la commune nouvelle de Lys-Haut-Layon et dispose d'un maire délégué.
| Période                                  | Période       | Identité         | Étiquette | Qualité                                                                         |
| ---------------------------------------- | ------------- | ---------------- | --------- | ------------------------------------------------------------------------------- |
| mars 2008                                | décembre 2015 | André Cottenceau |           | Maire délégué de Saint-Hilaire-du-Bois, au sein de la commune de Vihiers        |
| janvier 2016                             | mai 2020      | André Cottenceau |           | Maire délégué de Saint-Hilaire-du-Bois, au sein de la commune de Lys-Haut-Layon |
| mai 2020                                 | en cours      | Fabrice Maillet  |           | Maire délégué                                                                   |
| Les données manquantes sont à compléter. |               |                  |           |                                                                                 |

#### Administration jusqu'en 1973
| Période                                  | Période           | Identité               | Étiquette | Qualité |
| ---------------------------------------- | ----------------- | ---------------------- | --------- | --- |
| 1790                                     | 1792              | Jacques Rabier         |           | ex-syndic de la paroisse d'ancien régime |
| 1792                                     | 1792              | François-Hilaire Bazin |           | commissaire nommé à défaut de municipalité |
| Frimaire an V                            | Fructidor an VIII | Louis Gentil           |           | Maire |
| 1808                                     | 1816              | François Challet       |           | Maire |
| 1816                                     | 1826              | Louis Guilbault        |           | Maire |
| 1826                                     | 1831              | Marc Rabier            |           | Maire |
| 1831                                     | 1835              | François Challet       |           | Maire |
| 1835                                     | 1835              | René Bourgeois         |           | Maire |
| 1835                                     | 1841              | François Guilbault     |           | Maire |
| 1841                                     | 1859              | Jean Bodet             |           | Maire |
| 1859                                     | 1865              | Jean Poupard           |           | Maire |
| 1865                                     | 1875              | Louis Maurat           |           | Maire |
| 1875                                     | 1884              | Louis Augereau         |           | Maire (dernier maire nommé par le Préfet) |
| 1884                                     | 1892              | Louis Renou            |           | Maire (premier maire élu par le conseil municipal) |
| 1892                                     | 1897              | Louis Buffard          |           | Maire |
| 1897                                     | 1900              | Jean Augereau          |           | Maire |
| 1900                                     | 1919              | René Mabilais          |           | Maire |
| 1919                                     | 1920              | Jean Clémot            |           | Maire |
| 1920                                     | 1931              | René Lucas             |           | Maire |
| 1931                                     | 1944              | Victor Amant           |           | Maire |
| 1944                                     | 1946              | Jacques Tual           |           | Maire (nommé) |
| 1946                                     | 1974              | Jacques Tual           |           | Maire (élu) — Dernier maire de Saint-Hilaire-du-Bois : après la fusion-association avec la commune de Vihiers, ce poste disparaît au profit de la fonction de maire délégué. |
| Les données manquantes sont à compléter. |                   |                        |           | |

### Ancienne situation administrative
Intercommunalité : Jusqu'en 2015, la ville de Vihiers et des communes associées est intégrée à la communauté de communes du Vihiersois-Haut-Layon. Cette structure intercommunale avait pour vocation de réunir les moyens de plusieurs communes, notamment dans le domaine du tourisme. Les communes du périmètre de la communauté de communes du Vihiersois-Haut-Layon, dissoute le 30 septembre 2016, ont rejoint l'Agglomération du Choletais.
Canton : Jusqu'en 2014, la ville de Vihiers et des communes associées fait partie du canton de Vihiers et de l'arrondissement de Saumur. Dans le cadre de la réforme territoriale, un nouveau découpage territorial pour le département de Maine-et-Loire est défini par le décret du 26 février 2014. Le canton de Vihiers disparait et la commune de Vihiers est alors rattachée au canton de Cholet-2, avec une entrée en vigueur au renouvellement des assemblées départementales de 2015.

## Population et société
Enseignement : Située dans l'académie de Nantes, la ville de Vihers et des communes associées compte deux collèges et quatre écoles, dont on trouve à saint-Hilaire  l'école primaire privée Notre-Dame.

## Culture locale et patrimoine
La ville de Vihiers et des communes associées comporte plusieurs inscriptions à l'inventaire du patrimoine :
- Château du Coudray-Montbault à Saint-Hilaire-du-Bois, des XVIe et XVIIIe siècles, Monument historique inscrit le 12 avril 1965 et classé le 27 juillet 1965 (PA00109406)[19].
- Église paroissiale Saint Hilaire, Saint-Hilaire-du-Bois, des XIe XVIIIe et XIXe siècles, Inventaire général du patrimoine culturel. Des travaux de restauration effectués en 1993 ont mis au jour sur les murs du chœur une série de fresques du XIIe siècle.
- Ferme, 31 rue Mabilais à Saint-Hilaire-du-Bois, du XVIe siècle, Inventaire général du patrimoine culturel.
- Moulin, 11 rue du Moulin à Saint-Hilaire-du-Bois, du XVIIe siècle, Inventaire général du patrimoine culturel.

## Pour approfondir